# Шалињи
Шалињи (фр. Chaligny) насеље је и општина у североисточној Француској у региону Лорена, у департману Мерт и Мозел која припада префектури Нанси.
По подацима из 2011. године у општини је живело 3028 становника, а густина насељености је износила 227,33 становника/km². Општина се простире на површини од 13,32 km². Налази се на средњој надморској висини од 250 метара (максималној 419 m, а минималној 215 m).

## Демографија
| 1962. | 1968. | 1975. | 1982. | 1990. | 1999. | 2011. |
| ----- | ----- | ----- | ----- | ----- | ----- | ----- |
| 2.837 | 2.864 | 3.242 | 3.077 | 2.929 | 2.955 | 3.028 |

График промене броја становника у току последњих година